# Grambois
Grambois là một xã trong tỉnh Vaucluse thuộc vùng Provence-Alpes-Côte d’Azur ở đông nam nước Pháp. Xã này nằm ở khu vực có độ cao trung bình mét trên mực nước biển.
Xã đã được làm bối cảnh trong phim La Gloire de mon père, ra mắt năm 1990..